# أخلاقيات فوقية

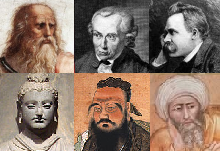

الأخلاقيات الفوقية هي فرع من الأخلاقيات والتي تسعى لفهم طبيعة الخواص والعبارات والسلوكيات والاعتبارات الأخلاقية. الأخلاق الفوقية هي أحد الفروع الثلاثة للأخلاقيات التي يدرسها الفلاسفة عموما، حيث الآخرين هما الأخلاق المعيارية والأخلاق التطبيقية.
في حين تطرح الأخلاق المعيارية أسئلة مثل «ماذا يجب أن أفعل؟» وبالتالي تدعو إلى بعض التقييمات الأخلاقية وترفض تقييمات أخرى، تطرح الأخلاق الفوقية أسئلة مثل «ما هو الخير؟» و«كيف يمكنني التمييز بين ما هو جيد وما هو سيئ؟» حيث تسعى إلى فهم طبيعة الخواص والتقييمات الأخلاقية.
يرى بعض النظريين أن الاعتبار الميتافيزيقي للأخلاقيات هو شيء ضروري من أجل التقييم السليم للنظريات الأخلاقية الفعلية ومن أجل أخذ القرارات الأخلاقية العملية، بينما يرى البعض الآخر الفرضية المقابلة ويقترحون أن دراسة التقييمات الأخلاقية بخصوص الأفعال السليمة يمكن أن يقودنا إلى اعتبار حقيقي لطبيعة الأخلاقيات.

## أسئلة الأخلاقية الفوقية
طبقا لريتشارد غارنر وروزن، يوجد ثلاثة أنواع من القضايا الأخلاقية الفوقية أو ثلاثة أسئلة عامة وهي:
1. ما معنى الأحكام والتقديرات الأخلاقية؟ (علم المعاني الأخلاقية)
2. ما هي طبيعة الأحكام الأخلاقية؟ (علم الوجود الأخلاقي)
3. كيف يمكن دعم الأحكام الأخلاقية أو الدفاع عنها؟ (نظرية المعرفة الأخلاقية)

السؤال من النوع الأول قد يكون «ماذا تعني كلمات» جيد«و» سيئ «و»صحيح «و»خاطئ"؟" (انظر نظرية القيمة). يشمل التصنيف الثاني أسئلة مثل ما إذا كانت الأحكام الأخلاقية كونية (شمولية أخلاقية) أم نسبية (نسبية أخلاقية)، وما إذا كانت أحادية أم متعددة (تعدد القيم). يشمل التصنيف الثالث أسئلة مثل كيف يمكن أن نعرف إذا كان الشيء جيدا أم سيئا، إن كنا نستطيع أصلا. يقول جارنر وروزن أن إجابات هذه الأسئلة الأساسية الثلاثة «ليست غير مترابطة، وأحيانا تؤدي إجابة أحدها إلى اقتراح أو حتى أحيانا استنتاج إجابة سؤال آخر».
لا تحاول النظريات الأخلاقية الفوقية –على عكس الأخلاقيات المعيارية- تقييم اختيارات معينة بكونها أفضل أو أسوأ، على الرغم من أنه قد يكون لها تأثيرات عميقة على صحة ومعنى الادعاءات التي تقدمها الأخلاقية المعيارية. فأي إجابة للأسئلة الثلاثة السابقة ستكون في حد ذاتها بيانا أخلاقيا معياريا.

## النظريات الدلالية
تقدم هذه النظريات موقفا من أول سؤال من الأسئلة الثلاثة السابقة «ما معنى الأحكام والتقديرات الأخلاقية؟» إلا أنها قد توحي أو حتى تستتبع الإجابات للسؤالين الآخرين أيضا.
- ترى النظريات المعرفية أن الأحكام الأخلاقية المُقيمة تعبر عن افتراضات (مناسبة للحقيقة أو لحاملي الحقيقة ويمكنها أن تكون صحيحة أو خاطئة) وذلك على نقيض النظريات غير المعرفية.
  - يرى معظم حاملي النظريات المعرفية أن هذه الافتراضات صحيحة على النقيض من نظرية الخطأ، والتي تؤكد على أن كل الأشياء خاطئة.
    - ترى الواقعية الأخلاقية (انظر الشمولية الأخلاقية) أن هذه الافتراضات تدور حول حقائق قوية أو مستقلة عن العقل، وليست حقائق تتحدث عن رأي غير موضوعي لشخص ما أو لجماعة من الجماعات، ولكنها تتحدث عن صفات موضوعية مجردة للعالم. تُصنف نظريات الأخلاقية الفوقية عادة إلى نوع من الواقعية أو كأحد الأشكال الثلاثة للا واقعية بخصوص الحقائق الأخلاقية: الموضوعية الأخلاقية ونظرية الخطأ واللا معرفية. تنقسم الواقعية إلى نوعين أساسيين:
      - الطبيعية الأخلاقية والتي ترى أنه يوجد خواص أخلاقية موضوعية وأن هذه الخواص اختزالية أو تحمل نوعا ما من العلاقة الميتافيزيقية (مثل التابعية) مع خواص غير أخلاقية تماما. يرى معظم الطبيعيين الأخلاقيين أننا نمتلك معرفة تجريبية عن الحقائق الأخلاقية. افترضت الفلسفة الحديثة والمنظرون الأخلاقيون الطبيعية الأخلاقية ضمنيا، وخاصة النفعية.
      - اللا طبيعية الأخلاقية –كما أطلق عليها جورج إدوارد مور- والتي ترى أنه يوجد خواص أخلاقية موضوعية غير قابلة للاختزال (مثل خاصية الخير) وأنه يكون لدينا أحيانا وعي غريزي أو بالأحرى بديهي بالخواص الأخلاقية أو بالحقائق الأخلاقية. كان جدال السؤال المفتوح لمور ضد ما اعتبره مغالطة المذهب الطبيعي مسؤولا عن ميلاد البحث الأخلاقي الفوقي في الفلسفة التحليلية المعاصرة.

    - اللا موضوعية الأخلاقية هي إحدى صور اللا واقعية الأخلاقية، والتي ترى أن الادعاءات الأخلاقية تصبح صحيحة أو خاطئة بناء على تصرفات و/أو أعراف الناس، سواء بين كل مجتمع أو بين كل فرد، أو بين كل مجموعة أفراد داخل المجتمع. معظم صور اللا موضوعية الأخلاقية هي نسبية أخلاقية، ولكن هناك بعض الصور الجديرة بالملاحظة والتي تعبر عن الشمولية الأخلاقية:
      - نظرية الراصد المثالي والتي ترى أن ما هو صحيح تحدده السلوكيات التي سيتمتع بها راصد مثالي تخيلي. غالبا ما يتم اعتبار الراصد المثالي بأنه شخص عقلاني تماما ويتمتع بالمخيلة الواسعة، كما أنه مثقف بالإضافة إلى أشياء أخرى. على الرغم من أن النظرية اللا موضوعية تعزى إلى إشارتها إلى موضوع محدد، إلا أن نظرية الراصد المثالي لا تزال تدعي تقديمها لإجابات شمولية على الأسئلة الأخلاقية.
      - نظرية الأمر الإلهي والتي ترى أن لكي يصبح الشيء صحيحا، لا بد لكائن متفرد –الله- أن يقرّه ويستحسنه، وأن ما تعتبره الكائنات غير المتفردة صحيحا هو طاعة وامتثال للإرادة الإلهية. انتقد أفلاطون هذه النظرية في يوثيفرو ولكن لا يزال هناك بعض المدافعين المعاصرين عنها أمثال روبيرت أدامز وفيليب كوين وغيرهما. مثل نظرية الراصد المثالي، تدعي نظرية الأمر الإلهي كونها شمولية على الرغم من لا موضوعيتها.

    - نظرية الخطأ هي صورة أخرى للا واقعية الأخلاقية، والتي ترى أنه على الرغم من أن الادعاءات الأخلاقية تعبر فعلا عن افتراضات، إلا أن كل هذه الافتراضات خاطئة. وبالتالي، فإن كلا من العبارة «القتل عمل خاطئ أخلاقيا» والعبارة «التقل عمل مسموح أخلاقيا» خاطئتان طبقا لنظرية الخطأ. يعتبر ج. ل. ماكي هو أشهر المدافعين عن هذه النظرية. ولأن نظرية الخطأ تنكر وجود أي حقئق أخلاقية، تشمل نظرية الخطأ العدمية الأخلاقية وبالتالي الشكوكية الأخلاقية، على الرغم من عدم شمول العدمية الأخلاقية أو الشكوكية الأخلاقية لنظرية الخطأ.

- ترى النظريات اللا معرفية أن الأحكام الأخلاقية ليست صحيحة وليست خاطئة لأنها لا تقدم افتراضا حقيقيا. اللا معرفية هي صورة أخرى من اللا واقعية الأخلاقية. معظم صور اللا معرفية هي أيضا صور من التعبيرية، على الرغم من أن البعض أمثال مارك تيمونز وترينس هورغان يميزان بين الاثنين ويتيحان إمكانية وجود الصور المعرفية للتعبيرية.
  - الانفعالية –والتي يدافع عنها ألفرد آير وتشارلز ستيفنسون- والتي ترى أن الأحكام الأخلاقية تخدم فقط في التعبير عن المشاعر. يجادل آير أن الأحكام الأخلاقية هي تعبيرات عن القبول أو الرفض وليست تأكيدات. لذا فإن عبارة «القتل خطأ» تعنى شيئا مثل «بوو للقتل!» (استنكارا).
  - شبه الواقعية –والتي يدافع عنها سايمون بلاكبيرن- والتي ترى أن الأحكام الأخلاقية تتصرف لغويا مثل الادعاءات الواقعية ويمكن أن نطلق عليها «صحيحة» أو «خاطئة» على نحو ملائم، على الرغم من عدم وجود حقائق أخلاقية يمكنهم الاستجابة لها. الإسقاطية والخيالية الأخلاقية هما نظريتان مترابطتان.
  - التقادمية الشمولية –والتي يدافع عنها ر. م. هار- والتي ترى أن الأحكام الأخلاقية تعمل مثل الأحكام الحتمية الكونية. لذا فإن عبارة «القتل خطأ» تعني شيئا مثل «لا تقتل!». تتطلب نسخة هار من التقادمية أن تكون التقادمية الأخلاقية شاملة (شمولية أخلاقية)، وبالتالي تمتلك فعلا قيمة موضوعية، على الرغم من الفشل في كونها تعبيرات دلالية لها قيمة حقيقية في ذاتها.

### المركزية واللا مركزية
طريقة أخرى لتقسيم نظريات الأخلاقيات الفوقية هي التفريق بين النظريات المركزية واللا مركزية. يتمحور النقاش بين المركزية واللا مركزية حول العلاقة بين ما يُسمى المفاهيم «الرفيعة» والمفاهيم «السميكة» للأخلاقيات. المفاهيم الأخلاقية الرفيعة هي تلك المفاهيم مثل الجيد والسيئ والصحيح والخاطئ، بينما المفاهيم الأخلاقية السميكة هي تلك المفاهيم مثل الشجاعة والتحامل والعدالة وانعدام الأمانة. في حين يتفق الطرفان على أن المفاهيم الرفيعة أكثر عمومية وأن المفاهيم السميكة أكثر خصوصية، يرى المركزيون أن المفاهيم الرفيعة سابقة للمفاهيم السميكة وأن السميكة بالتالي تعتمد على الرفيعة. من هنا يتجادل المركزيون على أنه على المرء أن يفهم كلمات مثل «صحيح» و«يجب» قبل أن يفهم كلمات مثل «عادل» و«غير عطوف». يرفض اللا مركزيين هذا الرأي قائلين أن المفاهيم الرفيعة والسميكة تقف على قدم المساواة وأن المفاهيم السميكة هي نقاط بدء كافية لفهم المفاهيم الرفيعة حتى.
كانت اللا مركزية ذات أهمية خاصة للطبيعيين الأخلاقيين في آخر القرن العشرين وأول القرن الواحد والعشرين كجزء من نقاشهم أن المعيارية هي جانب غير خاضع للغة وأنه لا توجد طريقة لتحليل المفاهيم الأخلاقية السميكة إلى عنصر مفصّل بوضوح مرتبط بالتقييم الأخلاقي الرفيع، وبالتالي إضعاف أي تقسيم أساسي بين الحقائق والضوابط. جادل كل من ألان جيبارد وهار وسايمون بلاكبيرن في صالح التفريق بين الحقائق والضوابط، في حين ذهب جيبارد أبعد من ذلك حيث جادل أنه حتى وإن كان في الإنجليزية التقليدية مصطلحات معيارية مختلطة فقط (أي مصطلحات ليست وصفية تماما وليست معيارية تماما)، فإنه بإمكاننا أن نطور لغة إنجليزية فوقية اسميا والتي لا تزال تسمح لنا بالحفاظ على التفرقة بين الأوصاف الحقيقية وبين التقييمات المعيارية.

## النظريات الجوهرية
تحاول هذه النظريات الإجابة السؤال الثاني من الأسئلة الثلاثة السابقة: «ما طبيعة الأحكام الأخلاقية؟»
- من بين من يعتقدون أنه هناك بعض الأساسيات الأخلاقية (على النقيض من العدمية الأخلاقية)، هناك قسمين: الشمولية الأخلاقية والتي ترى أن نفس الحقائق أو المبادئ الأخلاقية تنطبق على الجميع في كل مكان، والنسبية الأخلاقية والتي ترى أن الحقائق أو المبادئ الأخلاقية تنطبق على أشخاص أو مجتمعات مختلفة.
  - الشمولية الأخلاقية (أو الأخلاقية الكونية) هي الموقف الأخلاقي الفوقي الذي يرى أن بعض الأنظمة الأخلاقية تنطبق كونيا، أي على كل الكائنات الحية الذكية بغض النظر عن نوعها أو ثقافتها أو عرقها أو جنسها أو دينها أو جنسيتها أو توجهها الجنسي أو أي صفة مميزة أخرى. يمكن اعتبار مصدر أو تبرير هذا النظام على سبيل المثال الطبيعة البشرية أو الضعف المؤدي إلى المعاناة أو مطالب العلة الكونية أو الشائع بين الأنظمة الأخلاقية الموجودة أو التعاليم الشائعة للدين (على الرغم من أنه يمكن القول أن هذا الأخير ليس في الواقع ضمن الشمولية الأخلاقية لأنه قد يفرق بين الآلهة والفانين). الشمولية الأخلاقية هي الموقف المقابل للعديد من صور النسبية الأخلاقية. النظريات الشمولية هي عموما صور من الواقعية الأخلاقية على الرغم من وجود بعض الاستثناءات مثل نظرية الراصد المثالي غير الموضوعية ونظرية الأمر الإلهي ونظرية التقادمية الشمولية غير المعرفية والتي دافع عنها هار.
    - أحادية القيم هي الصورة الشائعة للشمولية، والتي ترى أن كل الأشياء متساوية على مقياس قيم واحد.
    - تعدد القيم والتي تدعي وجود نوعين أو أكثر من المقاييس الصحيحة للقيم والتي يمكن معرفتها ولكنها ليست جميعا متساوية، وبالتالي فأي أولوية لهذه القيم إما غير معرفية أو غير موضوعية. قد تدعي نظرية تعدد القيم –على سبيل المثال- أن الحياة كراهبة والحياة كأم تحقق قيما فعلية (في صورة شمولية)، إلا أنهما متعارضان (لا يمكن أن يكون للراهبة أطفال)، ولا يوجد طريقة عقلانية لقياس أيهما أفضل. أحد المدافعين عن هذه النظرية هو أشعيا برلين.

- النسبية الأخلاقية والتي ترى أن كل الأحكام الأخلاقية تعود إلى المعايير المجتمعية أو الفردية، وأن لا يوجد أي معيار موضوعي واحد يمكن الوصول من خلاله إلى حقيقة الافتراضات الأخلاقية. يعتقد النسبيون الأخلاقيون عموما أن الافتراضات الوصفية للمصطلحات مثل «جيد» و«سيئ» و«صحيح» و«خاطئ» لا تعزى إلى ظروف حقيقية شمولية، ولكن فقط إلى أعراف مجتمعية وتفضيلات فردية. باعتبار العديد من الحقائق المثبتة، فإنه سيكون هناك بعض الاختلافات الأساسية بين المجتمعات أو الأفراد حول ما يجب أن يفعله المرء بناء على المعايير الاجتماعية الفردية أو المجتمعية، ولا يمكن أن يفصل المرء بينها باستخدام بعض المعايير غير المستقلة في الحكم. المعايير الأخيرة ستكون دائما مجتمعية أو فردية وليست شمولية، على عكس المعايير العلمية في قياس درجة الحرارة أو في البراهين الرياضية على سبيل المثال. يؤكد بعض الفلاسفة على أن النسبية الأخلاقية تشمل اللا معرفية. بعض النظريات النسبية –وليس كلها- عبارة عن صور من اللا موضوعية الأخلاقية، على الرغم من أنه ليس كل النظريات اللا موضوعية نسبية.